# Wald und Wiesenflächen zwischen Schloss Frens und Pliesmühle
Koordinaten: 50° 55′ 33″ N, 6° 41′ 25″ O

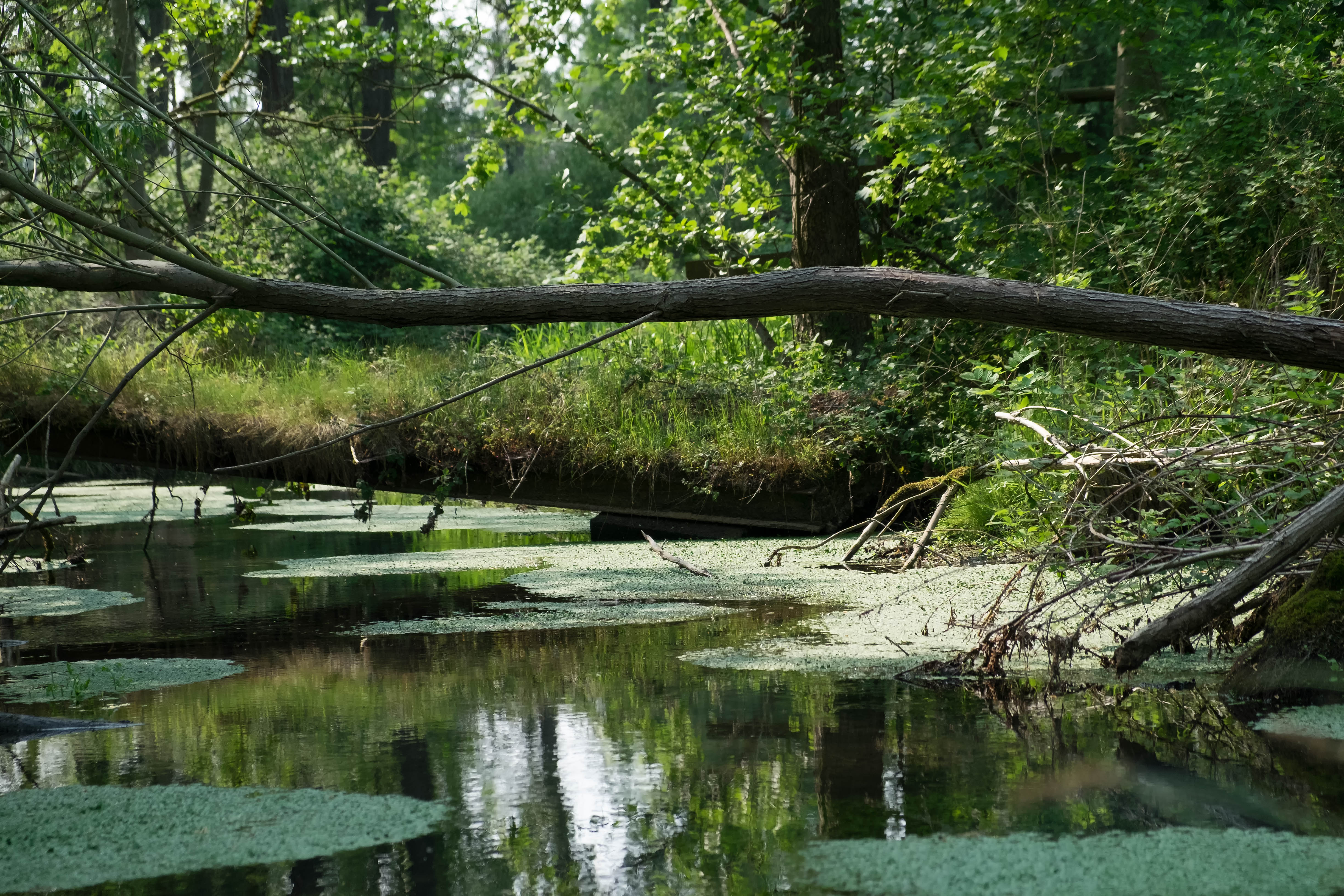
Naturschutzgebiet Wald und Wiesenflächen zwischen Schloss Frens und Pliesmühle (Mai 2018)

Das Naturschutzgebiet Wald und Wiesenflächen zwischen Schloss Frens und Pliesmühle liegt auf dem Gebiet der Stadt Bergheim im Rhein-Erft-Kreis in Nordrhein-Westfalen.
Das Gebiet erstreckt sich südöstlich der Kernstadt von Bergheim und nordwestlich von Horrem, einem Stadtteil von Kerpen. Westlich des Gebietes verläuft die A 61 und an seinem südlichen Rand die Landesstraße L 163. Südwestlich erstreckt sich das 13,0 ha große Naturschutzgebiet Waldflächen an Burg Hemmersbach.

## Bedeutung
Das etwa 42,2 ha große Gebiet wurde im Jahr 1995 unter der Schlüsselnummer BM-030 unter Naturschutz gestellt. Schutzziele sind 
- Erhaltung des landschaftstypischen Eschen-Eichen-(Ulmen)-Auenwaldes bzw. des artenreichen Carpinions auf ehemaligem Auenstandort,
- Erhaltung und Entwicklung naturnaher Waldbestände,
- Erhaltung extensiv genutzter Obstgärten und Parkanlagen und
- Erhalt der Baumbestände und Grünlandflächen.[2]